# Province d'Ispahan
La province d'Ispahan (Persan : استان اصفهان ; aussi  translitéré par Isfahan, Espahan, Sepahan or Isphahan) est une des 31 provinces d'Iran. Elle est située au centre du pays. Sa capitale est la ville d'Ispahan.

## Géographie
La province d'Ispahan couvre une superficie approximativement 107 027 km² et est située dans le centre de l'Iran. Elle est bordée au nord par les provinces de Markazi, de Qom, et de Semnan ; et au sud par les provinces du Fars et de Kohkiluyeh et Buyer Ahmad. À l'est se trouvent le Khorasan et la Province de Yazd. La province possède des frontières à l'ouest avec le Lorestan et Tchaharmahal-et-Bakhtiari.

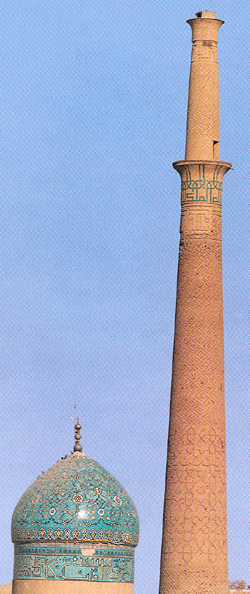
Un minaret de l'époque Seldjoukide. La province d'Ispahan possède la plus vieille mosquée d'Iran à Nain.

La ville d'Ispahan est la capitale provinciale. Les préfectures (ou shahrestan) de la province sont les suivants: Aran, Bidgol, Ardestan, Ispahan, Barkhovar, Meymeh, Khomeynishahr, Khansar, Semirom, Shahr-e-Hana, Faridan, Fereidune Shahr, Falavarjan, Kashan, Golpayegan, Lanjan, Mobarakeh, Nain, Najafabad, Shahreza, Anarak et Natanz. La province compte en tout 18 grandes villes, 38 préfectures, 67 villes, and 2470 villages. D'après le recensement en 2000, la population de la province était de 3 923 255 habitants, dont 74,3 % sont urbains et 25,7 % résident dans des zones rurales. Le taux d'alphabétisation était de 87 %.

Préfectures d'Ispahan

La province a un climat continental modéré et sec dans l'ensemble, avec des températures moyennes journalières entre 40,6 °C l'été et 10,6 °C l'hiver. La température annuelle moyenne est de 16,7 °C et les précipitations moyennes annuelles sont 166,9mm.

## Histoire et culture
Les historiens sont d'accord pour dire que la province accueillait à l'origine des bases militaires et des installations de défense[réf. souhaitée]. La sécurité et la protection offerte par les châteaux et fortifications auraient procuré de la protection aux habitants du voisinage, permettant ainsi la croissance des habitations à proximité des fortifications. Ces châteaux historiques sont Atashgah, Sarooyieh, Tabarok, Kohan Dej, et Gard Dej pour en nommer quelques-uns. Les plus vieux de ceux-ci sont Ghal'eh Sefeed et les installations à Tamijan datant des temps préhistoriques.

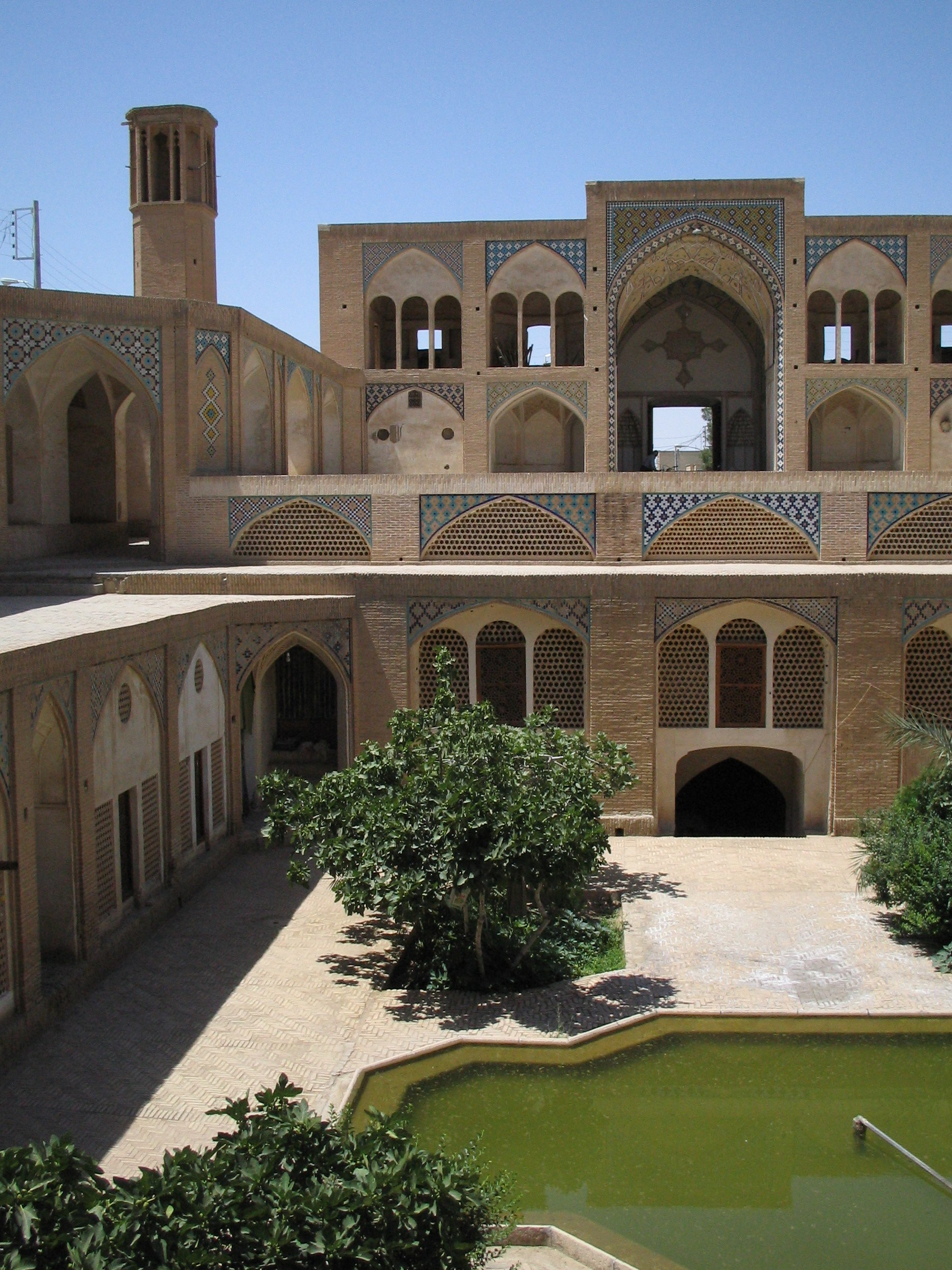
La madreseh de la mosquée Agha Bozorg de la ville de Kashan, un autre joyau culturel de la province.

Pendant le XVIIe siècle et le XVIIIe siècle, la province d'Ispahan a connu la prospérité puisqu'elle est devenue la capitale de la Perse séfévide. Alors que la ville d'Ispahan était le siège du trône, Kashan était le lieu où les monarques se reposaient.
La province d'Ispahan accueille aujourd'hui de nombreuses ethnies. La majorité de ses habitants sont des locuteurs de langue persane, mais aussi des Bakhtiaris, des Lors, des Arméniens et des Hébreux résident aussi dans la province. Ils parlent leur propre langue tel que l'arménien ou le lori.
La province d'Ispahan fut l'origine de nombreuses personnalités réputées telles qu'écrivains, poètes et autres personnages d'importance qui y ont vu le jour où ont habité sur son territoire.
D'après Mardukh Kordestâni, il y a une tribu Kurde dans cette province qui s'appelle Bâzinjân. De plus, l'existence de la ville de Chahr-e Kord, capitale du Tchaharmahal-et-Bakhtiari au sud-ouest d'Ispahan témoigne de la présence des Kurdes dans cette région par le passé.

## Province d'Ispahan aujourd'hui
La province d'Ispahan a de nombreux centres d'attractions à part la ville d'Ispahan elle-même. Kashan, par exemple est une destination de choix pour de nombreux touristes, ainsi que Nain où se dresse la plus vieille mosquée d'Iran, et Qamsar où est fabriquée l'eau de rose de façon naturelle tous les ans.
La province est un centre industriel pour l'Iran. Le développement rapide du secteur industriel dans la province en a fait un centre industriel majeur du pays, prête à surpasser Téhéran.

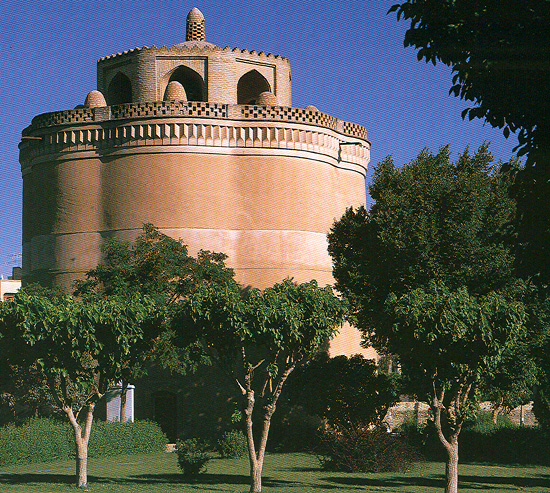
Un pigeonnier médiéval, situé près du campus de l'université des sciences médicales d'Ispahan. La province possède plus de 100 sites d'importance historique et culturelle, contribuant ainsi à attirer de nombreux touristes.

Les industries les plus importantes d'Ispahan sont dans les domaines suivants: Acier, transformation de céréales, industries de la défense, fabrication de produits médicaux, usines de textile et de produits pétro-chimiques (Polyacryliques entre autres) mais aussi centres de production de produits artisanaux.
La province accueille le centre de recherches nucléaire et d'enrichissement de l'uranium de Natanz et un centre de recherche nucléaire à Ispahan.

## Dans la culture
- Isfahan est le nom d'un morceau de jazz composé par Duke Ellington et Billy Strayhorn.
- Ispahan est le nom de l'une des créations les plus célèbres du pâtissier Pierre Hermé.
- La rose d'Ispahan est le nom d'une variété de rose ancienne.

### Universités
Les universités principales de la province d'Ispahan sont:
1. Université des sciences médicales d'Ispahan
2. Université de technologie d'Ispahan
3. Université des sciences médicales de Kashan
4. Université d'Ispahan
5. Université de Kashan
6. « Université de l'aide sociale et des sciences de la réhabilitation d'Ispahan »(Archive.org • Wikiwix • Archive.is • Google • Que faire ?)
7. Université Islamique libre d'Ispahan
8. Université Islamique libre de Khomein
9. Université Islamique libre de Khorasgan
10. Université Islamique libre de Shareza
11. Islamique libre de Shahr e Majlesi
12. Université Islamique libre de Felavarjan
13. Université Islamique libre de Mobarakeh
14. Université Islamique libre de Nain
15. Université Islamique libre de Najaf Abad
16. Université d'ingénierie de Golpayegan
17. Institut Académique Ashrafi Isfahani
18. Université d'Art d'Ispahan
19. Université de technologie Malek Ashtar
20. Université des sciences et technologies de la Défense
21. Université Islamique libre d'Ardestan
22. Université de Mathématiques et d'informatique Khansar
23. Université Payamnoor de Khansar